# 후유증
후유증(後遺症, 영어: sequelae)은 질병, 손상, 기타 심적외상의 결과로 일어난 병리학적 상태이다.